# Chápan hnědý
Chápan hnědý (Lagothrix flavicauda) je opice s plně chápavým ocasem, endemit andských pralesů v jihoamerickém Peru. Tento vyhynutím ohrožený druh žije jen v minimálních počtech na roztříštěných a špatně přístupných lokalitách. Je jedním z nejméně prozkoumaných primátů a o jeho životě v přírodě je nedostatek věrohodných informací.
Druh byl prvně popsán podle kožešiny na počátku 19. století Alexandrem von Humboldtem, který tuto opici nikdy živou ani mrtvou nespatřil. Pak byly v roce 1926 nalezeny další tři kožešiny a teprve roku 1974 získali vědci exemplář živé opice k prozkoumání.
Chápan hnědý je někdy řazen do nového monotypického rodu Oreonax pod druhovým jménem Oreonax flavicauda.

## Výskyt
Tyto opice obývají horské deštné lesy v peruánských Andách v nadmořské výšce 1500 až 2700 m. Vyskytují se roztříštěně, žijí hlavně na východě v oblasti San Martín a na západě v oblasti Amazonas. Obývají primární tropické a subtropické lesy na hornatém, těžce přístupném území s mnoha roklemi a stržemi, vyskytují se nejvíce ve vrchním patře husté pozemní vegetace sahající do výšky 20 až 25 m. Přebývají tam v období sucha mezi březnem a zářím, i v období dešťů od listopadu do února.

## Popis
Chápani hnědí jsou velcí a robustní, mívají tělo včetně hlavy dlouhé od 55 do 70 cm a váží od 5,5 do 11 kg. Jejich plně chápavý ocas, který je vespod lysý, měřívá 60 až 70 cm. Samci a samice se vzhledově téměř neliší, samci mají pouze znatelně delší špičáky. Ve volné přírodě je nesnadné je od sebe odlišit, např. samice mívají klitoris stejně dlouhý jako samci penis.
Tmavě červenohnědou srst mají dlouhou a hustou, je to adaptace na vysokohorské chladné prostředí. Obličej mají holý a téměř černý, charakteristické jsou bílé skvrny kolem úst, samci bývají o něco málo tmavší. Pro druh je charakteristický pás žluté srsti na konci ocasu který se vyskytuje jen u dospělců, ti také mají chomáče žlutých chlupů v oblasti okolo genitálií. Končetiny mají poměrně krátké a robustní, čelisti silné a zuby dokážou rozdrtit i silné skořápky ořechů.
Jsou to polygamní opice, co dva až tři roky samice mívá po březosti dlouhé asi 225 dnů jen jednoho potomka. Pohlavně dospívají okolo čtyř let.

## Chování
Jsou to opice denní, svůj život tráví na stromech, kde se po větvích pohybují v závěsu za končetiny, tzv. brachiaci, ocas jim slouží k udržováni rovnováhy a kormidlování při skocích. Jejich pohyby jsou pomalé, pouze při vyrušení ukazují svou rychlost a obratnost, dokážou skákat i na vzdálenost 15 m. Za ocas se zavěšují při krmení nebo jen tak.
Sdružují se do skupin čítajících od 4 po 15 a více jedinců, velikost skupin souvisí s dostupnosti potravy, v období kdy je jídla dostatek se mohou spojovat. Skupinu tvoří několik samců a samic s potomky, v čele je dominantní samec. Území skupin jsou poměrně velká, za potravou denně urazí velké vzdálenosti. Někdy žijí společně s chápány rodu Ateles.
Mají hlučné volání kterým si označují území. Pro bezprostřední sdělení používají pachové signály a vizuálně komunikují pohyby těla, soupeře např. zastrašují i třesením větví.
Jsou to hlavně býložravci kteří žerou listy, pupeny, květiny, plody i měkké kořínky popínavých rostlin a lišejníky, mají rádi i kukuřici; v případě možnosti sežerou vejce ptáků, hmyz i malé obratlovce. Na vybraných místech požírají půdu, tím získávají potřebné minerály a látky k detoxikaci.

## Ohrožení
Oblast výskytu byla až do poloviny 20. století prakticky pro lidi nepřístupna. S nástupem těžby dřeva provázané se stavbou silnic a potřebou nové zemědělské půdy pro rozrůstající se obyvatelstvo dochází ke ztrátě jejich přirozeného životního prostředí, včetně fragmentace toho, co ještě z pralesa zbylo. Přirozeným nepřítelem je puma (Felis concolor), na mizivé početnosti populace se podepsal i nelegální lov místních obyvatel pro maso.
Přirozeně nízká hustota výskytu jedinců, pomalá reprodukční rychlost a omezení geografického rozšiřování znamená citelné zeslabení naděje na přežití tohoto druhu. Přestože peruánská vláda i některé nevládní organizace činí kroky na jeho ochranu, např. se zřizují na území kde žije nové rezervace a byl uveden v příloze I CITES, odhaduje se jejich současný počet na méně než 250 jedinců a má stále klesající trend. Proto je chápan hnědý Mezinárodním svazem ochrany přírody (IUCN) hodnocen jako kriticky ohrožený druh CR.